# Radio Herne
Radio Herne ist das Lokalradio für die Stadt Herne. Es ging im Jahre 1990 als Radio Herne 90acht auf Sendung und bekam seine Lizenz von der Landesanstalt für Medien Nordrhein-Westfalen. Chefredakteur war bis 2013 Wolfgang Tatzel, der zu Radio Vest wechselte. Seit Juli 2013 ist Christine Schindler Chefredakteurin des Senders. Im Rahmen einer Marketingkampagne der Betreibergesellschaft Westfunk erhielt der Sender am 1. April 2008 seinen neuen Namen. Seit dem Programm-Relaunch vom 11. Januar 2010 nennt der Sender sich nur noch Radio Herne.

## Programm und Moderatoren
Radio Herne strahlt täglich lokales Programm aus, dazu gehört die Frühsendung „Am Morgen“ zwischen 6.00 Uhr und 10.00 Uhr und die Sendung „Am Nachmittag“ zwischen 16.00 Uhr und 18.00 Uhr. Samstags übernimmt man lediglich die wechselnd von Radio Essen und Radio Bochum produzierte Sendung „Ruhrcharts“ von 18–21 Uhr. Sonntags sendet man drei Stunden Lokalprogramm von 9–12 Uhr. Die restliche Zeit übernimmt man das Programm des Rahmenprogrammanbieters Radio NRW sendet jedoch wochentags von 6:30 Uhr bis in den frühen Vorabend lokal Nachrichten jeweils zur halben Stunde. Die Weltnachrichten werden von Radio NRW übernommen. Gemäß den gesetzlichen Bestimmungen strahlt Radio Herne auch Bürgerfunk aus, welcher von Montag bis Freitag von 21.00 Uhr bis 22.00 Uhr seinen Platz findet, sowie sonntags von 19.00 Uhr bis 20.00 Uhr.
Radio Herne am Morgen wird im Wechsel von Christine Schindler und Achim Preikschat moderiert. Weitere Moderatorinnen sind Christine Thomas, Nadine Müller, Doro Gornik und Tanita Ehmke. Nachrichtenredakteur ist Martin Lang.
Chefredakteurin ist Christine Schindler.

## Reichweite
Laut Reichweitenanalyse E.M.A.NRW 2025 I erzielte Radio Herne beim Wert „Hörer gestern“ (Montag bis Freitag) eine Quote von 29 %. Demnach schalten täglich etwa 37.000 Hörer ihr Lokalradio für Herne und Wanne-Eickel ein. In der sogenannten Kernzielgruppe der Hörer zwischen 14 und 49 Jahren erreicht der Sender eine Quote von 32 %, das ist fast 20.000 Hörer.
Radio Herne erreicht einen Marktanteil von 24 % in der Zielgruppe 14+. In der Zielgruppe 14–49 wird der Sender mit 26 % Marktanteil zum Marktführer im Sendegebiet. Die Verweildauer im Programm (durchschnittliche Hördauer in Minuten) liegt werktags bei 142 Minuten.
Die durchschnittliche Stundenreichweite über den ganzen Tag (Montag – Freitag) beträgt 7 %, damit schalten pro Stunde ca. 7.000 Menschen ein. Die meisten Hörer erreicht „Radio Herne am Morgen“ mit Christine Schindler und Achim Preikschat, in der Woche täglich von 6.00–10.00 Uhr am Morgen.

## Unternehmen
An Radio Herne sind die Funke Mediengruppe mit 75 Prozent, die Vermögensverwaltungsgesellschaft Herne mit 15,86 Prozent und Peter Fiele mit 9,14 Prozent beteiligt. Vermarktungsaufgaben im Bereich Radio-Werbung wurden an Westfunk ausgelagert.

## Empfang
Radio Herne deckt mit seiner Frequenz 90,8 MHz das Stadtgebiet Herne ab. Der 100 Watt starke Sender ist außerdem in umliegenden Städten wie Herten, Recklinghausen, Castrop-Rauxel, Bochum oder Gelsenkirchen empfangbar. Man kann das Lokalradio auch im Kabel (Unitymedia) auf 91,35 MHz empfangen. Über die Webseite des Senders lässt sich auch ein Livestream abrufen.